# Hans Bouman
Pour les articles homonymes, voir Bouman.
Hans Bouman, né le 21 juillet 1951 à Haarlem aux Pays-Bas, est un artiste contemporain néerlandais installé à Paris depuis 1980.

## Biographie
Hans Bouman est diplômé de l'École graphique d'Amsterdam et de l'Académie des Beaux-arts Gerrit Rietveld d'Amsterdam (1978).
Installé à Paris au début des années 1980, il reçoit le Prix de peinture du 31ème Salon de Montrouge en 1986, qui lui ouvre les portes de galeries à Paris comme à l'étranger.
Hans Bouman s'est fait connaitre par ses grandes têtes hiératiques peintes dans l'épaisseur et la densité de la matière qui évoquent les Moai de l’île de Pâques, les masques d'Afrique, ou  les élongations dramatiques de l'Expressionnisme. « Toute la magie de Bouman est là, dans ce jeu sur la matière picturale et dans cette capacité d’en faire jaillir, aux sens propre et figuré, une figure immédiate », écrit alors Henri-François Debailleux.
Tout au long de sa carrière, les œuvres de Hans Bouman se sont développées par cycles. Au début des années 2000, il crée un panthéon de dieux et de déesses sortis de son imaginaire : Årantaleph, Sixtrömis, Olafdir, Kratikoff, Mandi Tan…
Le développement des nouvelles technologies le conduit à combiner les pratiques traditionnelle de la peinture, du dessin et de la gravure aux possibilités offertes par le numérique.
Ses expositions personnelles ont été préfacées par Alin Avila, Gérard Barrière, Henri-François Debailleux, Gérard-Georges Lemaire, Daniel Picouly…
Les voyages font partie intégrante de sa démarche artistique. Au cours de séjours à Bobo-Dioulasso au Burkina Faso et à Foumban au Cameroun, il réalise des bronzes à la cire perdue avec des fondeurs locaux.
En 2014, il installe une sculpture monumentale dans le parc à Shunde près de Canton pour le projet P'art sino-français dans le cadre des célébrations du 50e anniversaire du rétablissement des relations diplomatiques entre la France et la Chine,.
Invité à deux résidences d'artistes par l'Association pour le Développement des échanges France-Chine (ADEFC) dirigée par l'écrivain Ya Ding en 2017 et 2018, il se laisse inspirer par les paysages du Guangxi et du Hubei.
Hans Bouman a réalisé des films expérimentaux (Les Méandres du Noir, Un Rêve d'après la nouvelle de Franz Kafka) et des portraits vidéo de ses amis peintres : Christine Jean, Serge Plagnol, Fred Kleinberg, Zwy Milshtein, Bernard Ollier, Sophie Sainrapt, Albert Hirsch…
Il y a une dizaine d'années, il a installé un deuxième atelier dans une grange dans la campagne du Loiret où son travail est irrigué par les paysages qui l'entourent.

## Expositions personnelles (sélection)
- 2024 Chemins de traverse, Espace H20, Differdange, Luxembourg
- 2023 Chemins de traverse, Galerie Area, Paris, Monographie sous forme d'abécédaire
- 2022 Corps & Esprit III, IF-Grenier à sel, Châtillon-Coligny[11]
- 2022 Lignes de Mire, Galerie Area, Paris[12]
- 2020 Nature du regard, IF-Grenier à sel, Châtillon-Coligny[13]
- 2018 Je peins, donc tu es, Orangerie du Sénat, Paris
- 2015 Loin des images et du bruit, Galerie Univer - Colette Colla, Paris[14]
- 2014 Le Concours des torses, Galerie Vanuxem, Paris, livre  d'artiste
- 2012 Body and Soul II, Pink Gallery, Séoul, Corée du Sud[15]
- 2012 Body and Soul I, Kunstdoc, Séoul, Corée du Sud
- 2012 Corps et Esprit II, Espace Saint-Louis, Bar-le-Duc[16]
- 2011 Têtes à tête, La Serre, Saint-Étienne, catalogue
- 2010 En corps, La Réserve d'Area, Paris[17]
- 2008 Têtes ardentes, La Réserve d'Area, Paris, catalogue
- 2008 Corps et esprit, Centre d'art contemporain Raymond Farbos, Mont-de-Marsan
- 2007 Suaire de soi, La Réserve d'Area, Paris, catalogue
- 2005 Labyrinthe, avec S. Galazzo, F. Haddad et S. Sainrapt, L'Entrepôt, Paris[18]
- 2004 10 ans de peinture, Galerie Le Confort des Étranges, Toulouse
- 2001 Galerie Art Déco, Antananarivo
- 2000 Galerie Koralewski, Paris
- 1999 Galerie Simoncini, Luxembourg
- 1997 Au pays Lobi avec Bertrand Rieger, espace Paul Ricard, Paris,
- 1997 Centre culturel Albert Camus, Antananarivo, Madagascar
- 1996 Œuvres récentes, Studio Kostel, Paris, Œuvres sur papier, galerie Vanuxem, Paris, Parcours 1985/1996, galerie Kiron, Paris
- 1995 Galerie Westlund, Stockholm, Galerie Vanuxem, Paris
- 1993 Traits de caractère, Chapelle de l'hôtel de ville, Vesoul
- 1993 Galerie Nicole Buck, Strasbourg
- 1993 Galerie Vanuxem, Paris
- 1992 Galerie Simoncini, Luxembourg,
- 1992 Sculptures, galerie Koralewski, Paris
- 1990 Studio Kostel, Paris
- 1990 Galerie Vanuxem, Paris
- 1990 Galerie La Cour 21, Nantes
- 1987 Galleria M.R., Rome, Italie
- 1987 Galerie Nicole Ferry, Paris
- 1986 Galerie Flora, Espace Kiron, Paris
- 1985 Galerie Jean-Claude David, Grenoble, catalogue

## Livres d'artiste
- 2023 : Chemins de traverse, monographie sous forme d'abécédaire, éditions Area
- 2021 : Family affairs #6, coffret de 3 œuvres sur papier de Hans Bouman, Margreet Bouman et Ronald Ruseler[19]
- 2020 : Haarlem en ik, anapistogramme, collection Museum Haarlem
- 2018 : Le Corps derrière le corps, texte de Gérard-Georges Lemaire, éditions Piver
- 2018 : Comme1 n°17, texte de Daniel Picouly avec Akira Inumaru et Nicole Gaulier, Area Paris, Alin Avila éditeur
- 2016 : Comme1 n° 7, texte d'Alain Pizerra avec Bruno Guarrigues et Benoît Pingeot, Area Paris, Alin Avila éditeur
- 2014 : Le Concours des torses, texte de Gérard-Georges Lemaire, éditions Piver
- 2013 : Face-A-Face, un dialogue en images de la Corée du Sud
- 2012 : Body & Soul, Paris et Séoul
- 2005 : Sextus, texte de Gérard-Georges Lemaire, éditions Area, Paris
- 1998 : De Bobo à Ouaga, textes de Hans Bouman et Tony Soulié, Yeo éditeur pour Area, Paris
- 1998 : Family Affairs, avec Ronald Ruseler et Margreet Bouman, textes d'Isabella Lanz et Daniel Cunin, Margreet Bouman éditeur  (ISBN 9080360821)
- 1997 : Chemins croisés en Pays Lobi, textes de G. Barrière, C. Barbier, H. Bouman, M.-C. Guyot, F. Le Graverend et B. Rieger, fondation d'entreprise Paul Ricard et Polaroid France éditeurs
- 1996 : Voici moi, texte de Tadeusz Koralewski et illustration de Hans Bouman, Area Paris, Alin Avila éditeur
- 1993 : Têtes, carnet de dessins, Yeo éditeur pour Area Paris, Alin Avila éditeur, Paris
- 1993 : Visages, anapistogramme, texte de Gérard Barrière[20], éditions galerie Vanuxem, Paris

## Collections
- Ville de Differdange, Luxembourg
- Guangzhou FengLe Medical Technology Co, Guangzhou, Guangdong, Chine
- Museum Haarlem, Haarlem, Pays-Bas
- Centre d'Art International, Shangjin, Hubei, Chine
- Musée international, Longzhou, Guangxi, Chine
- P’art sino-français, Shunde, Guangdong, Chine
- BNP, Paris
- Ars Aevi, Musée de l’Art contemporain, Sarajevo, Bosnie-Herzégovine
- Musée de Toulon, donation Alin Avila

### Articles (sélection)
- Michel Schroeder, « Une inconditionnelle passion pour l'art », Zeitung vum Lëzebuerger Vollek, 27 juin 2024[21]
- Christian Noorbergen, « Chemins de traverse », Aralya, novembre 2023
- Monique de Beaucorps, « À Hans Bouman », in Mon musée imaginaire, 4° trimestre 2024
- Ronald Ruseler, « Néerlandais en France, Français dans son art »
- Gérard-Georges Lemaire, « Hans Bouman, Chemins de traverse » Verso-hebdo, 2 novembre 2023
- Alin Avila, « Chemins de traverse », 2023
- Gérard-Georges Lemaire, « Dans l'atelier de Hans Bouman », Verso-hebdo, visuelimage.com, 2021
- Vitorio E. Pisu, « Hans Bouman. Nature du regard », Palazzi a Venezia n° 9, septembre 2020
- Alin Avila, « Je peins, donc tu es », area revue n° 34, printemps 2018
- Hassouna Mosbahi, « Un peintre hollandais à Paris », elaph.com, 30 mars 2017
- Gérard-Georges Lemaire, « Body and Soul », Culture Ocean, mars-avril 2013
- Chistophe Averty, « Les âmes silencieuses », Artension no 112, 2013
- Gérard Férou, « L’Afrique fantôme d'Hans Bouman », Les Lettres françaises, octobre 2007
- Gérard-Georges Lemaire, « Hans Bouman », Santé mentale, no 167, 2012
- Henri-François Debailleux, « Hans Bouman en têtes », Libération, 29 novembre 1996
- Françoise Monnin, « Le double visage d'Hans Bouman », Muséart, no 55, novembre 1995